# Delavalia longicaudata
Delavalia longicaudata is een eenoogkreeftjessoort uit de familie van de Miraciidae. De wetenschappelijke naam van de soort is voor het eerst geldig gepubliceerd in 1873 door Boeck.